# Matriz não negativa
Em matemática, uma matriz não-negativa, escrita como
{\displaystyle \mathbf {X} \geq 0,}
é uma matriz na qual todos os elementos são maiores ou iguais a zero, ou seja,
{\displaystyle x_{ij}\geq 0\qquad \forall {i,j}.}
Uma matriz positiva é uma matriz na qual todos os elementos são estritamente maiores que zero. O conjunto das matrizes positivas é um subconjunto de todas as matrizes não-negativas. Enquanto tais matrizes são comumente encontradas, o termo só é ocasionalmente usado devido à possível confusão com matrizes positiva definidas, que são diferentes.
Uma matriz não-negativa retangular pode ser aproximada por uma decomposição com duas outras matrizes não-negativas mediante uma fatorização não-negativa de matrices.
Uma matriz positiva não é o mesmo que uma matriz positiva definida. Uma matriz que é ao mesmo tempo não-negativa e positive semi-definida é denominada matriz duplamente  não-negativa.
Autovalores e autovetores de matrizes positivas quadradas são descritas pelo teorema de Perron-Frobenius.